# Karşibağlar, Ergani
Karşıbağlar là một xã thuộc huyện Ergani, tỉnh Diyarbakır, Thổ Nhĩ Kỳ. Dân số thời điểm năm 2008 là 209 người.